# Мрчево (Дубровник)
42°44′ пн. ш. 17°59′ сх. д. / 42.74° пн. ш. 17.98° сх. д.
Мрчево (хорв. Mrčevo) — населений пункт у Хорватії, у Дубровницько-Неретванській жупанії у складі міста Дубровник.

## Населення
Населення за даними перепису 2011 року становило 90 осіб.
Динаміка чисельності населення поселення: